# Mother's Roses
Mother's Roses è un film muto del 1915 diretto da Theodore Marston. La sceneggiatura del film vinse il terzo premio messo in palio dalla Vitagraph in collaborazione con il New York Evening Sun.

## Produzione
Il film fu prodotto dalla Vitagraph Company of America (come Broadway Star).

## Distribuzione
Distribuito dalla General Film Company, il film fu presentato in prima al Vitagraph Theatre di New York il 3 gennaio 1915 nella versione completa di quattro rulli. Uscì nelle sale cinematografiche statunitensi il 13 febbraio 1915 in una versione ridotta di tre rulli.